# Léone Bertimon
Léone Bertimon (* 16. August 1950 in Pointe-Noire, Guadeloupe) ist eine ehemalige französische Kugelstoßerin.
Bei den Leichtathletik-Halleneuropameisterschaften wurde sie 1978 in Mailand Achte, 1980 in Sindelfingen Fünfte, 1981 in Grenoble Achte und 1982 in Mailand Sechste.
1979 siegte sie bei den Mittelmeerspielen, 1989 bei den Spielen der Frankophonie.
Zwölfmal wurde sie französische Meisterin im Freien (1973–1980, 1982–1984, 1989) und neunmal in der Halle (1973, 1974, 1976, 1978, 1980–1982, 1987, 1988).

## Persönliche Bestleistungen
- Kugelstoßen: 17,16 m, 30. August 1977, Athen
  - Halle: 16,77 m, 10. Januar 1981, Paris